# Caríssima d'Albi
Carissima d'Albi també anomenat Carissime, Carême, Chresme, (Albi, Tarn, França, segle VI o VII - Monestir de Viants, Galhac, segle VII) fou una anacoreta franca. És venerada com a santa catòlica.
Caríssima nasqué a l'època dels merovingis. Volent fer vida religiosa, va retirar-se com a reclosa a un bosc proper, fent-hi vida eremítica. Després anà a viure al monestir de Viants, prop de Galhac, on moriria en llaor de santedat. Sense dades, al segle xii s'escrigué la primera vida de la santa, farcida de llegendes sense fonament. Segone ella, Caríssima va escapar de casa seva per evitar el matrimoni que els seus pares li volien imposar, amb Hug de Castelviel. Es retirà al bosc i miraculosament va travessar el riu; refugiada amb Sant Eugeni, l'ajudà a construir el monestir de Viants.
Una capella al pla d'Albi, a la ribera esquerra del Tarn, a Castèlnòu de Lèvis, recorda la santa, donant al lloc el nom de Sainte-Carême, a la parròquia de Fonlabour. Durant molt de temps, fou un lloc triat per famílies d'Albi per sebollir els seus. El 861 un document situa les restes de la santa a Vioux, on va ser germana. Probablement, foren portats a la catedral d'Albi, on consten el 1494.